# BBC World News
BBC News (anteriormente BBC World News e BBC World) é um canal internacional de notícias pertencente ao Grupo BBC. Possui a maior audiência de todos os canais da BBC. Foi fundado em 1991 como BBC World Service Television (tendo o nome alterado em 1995 para BBC World). Atualmente, o BBC News transmite, 24 horas por dia, uma programação que inclui boletins BBC News, documentários, programas de interesse geral e entrevistas.
O BBC World News está presente nos 5 continentes, tendo como foco levar as notícias de um modo abrangente e interativo. No Brasil, o canal pode ser sintonizado através de pacotes de programação da Vivo TV (da Telefônica Brasil), Claro TV e Sky. Em Portugal está disponível através das operadoras MEO (propriedade da Altice Portugal) e Vodafone na grelha de canais. Programas como Fast Track, Dateline London, World Business Report e Asia Today, além dos telejornais de hora em hora, são os principais destaques do canal. A BBC também possui um canal doméstico de notícias no Reino Unido, chamado BBC News.
No dia 15/07/2019 a BBC World News, BBC Four e BBC News Channel teve uma mudança drástica nos gráficos do canal, que pode ser caracterizado como reinvenção de marca. As fontes mudaram, as aberturas sofreram leves mudanças e um novo pacote gráfico.
Devido a corte de gastos, em abril de 2023 a BBC World News e a BBC News (sinal do Reino Unido) se fundem em uma única emissora, usando o mesmo branding da BBC News. Programas da emissora foram retirados do ar para fusão de programação, tendo agora mais programas sendo transmitidos em simultâneo. Mesmo com a consolidação de ambas as emissoras, os canais ainda seguem com diferenças regionais de programação.

## Logomarca

Logomarca entre 2019 e 2022

Logomarca (atual) desde 2023